# Story of the Year
Story of the Year sono un gruppo musicale statunitense, formatosi a Saint Louis nel 1995.

## Storia del gruppo

### Gli inizi (1995-2002)
La band nacque inizialmente col nome "67 North", ma fu quasi immediatamente cambiato in "Big Blue Monkey", nome che mantennero fino al 2002.

### La firma con laMaverick Records(2002)
Nel 2002 dopo aver trascorso 7 anni tra pub e locali, registrato demo e tre EP, i "Big Blue Monkey" firmarono il loro primo contratto con la Maverick Records.
Dopo la firma decisero di cambiare di nuovo il nome della band, dopo essersi accorti che esisteva già una band blues chiamata "Big Blue Monkey". Scelsero il loro nome attuale Story of the Year prendendo spunto dal loro ultimo EP, intitolato proprio in quel modo.

### Page Avenue(2002-2004)
Dopo un anno di lavoro, il 16 settembre 2003 gli Story of the Year pubblicarono il loro primo album Page Avenue, che ottenne un grandissimo successo con oltre 900 000 copie vendute in tutto il mondo.
Il primo singolo estratto dall'album fu Until the Day I Die, che ancora oggi rappresenta il miglior successo della band. Il brano venne trasmesso di continuo nelle stazioni radio nel Luglio/Agosto 2003, come la KROQ e vendette migliaia di copie in tutto il mondo. Venne usato anche per il trailer del film Friday Night Lights e per molti show americani.
Il secondo brano estratto dall'album fu Anthem of Our Dying Day che raggiunse la posizione numero 10 nella Alternative Airplay. L'ultimo brano estratto fu Sidewalks che però non riuscì ad ottenere il successo dei due singoli precedenti.
Nello stesso anno il gruppo avviò un tour insieme alla band Linkin Park nel Meteora World Tour come band di supporto insieme ai P.O.D e gli Hoobastank. Inoltre presero parte al Warped Tour una tournée di musica e sport estremi organizzata e sponsorizzata dall'azienda di scarpe per BMX e skateboard Vans e inseriti nel Warped Tour 2003 Tour Compilation.

### In the Wake of Determination(2004-2006)
Alla fine del 2004 gli Story of the Year tornarono in studio con il produttore discografico Steve Evetts e l'11 ottobre 2005 pubblicarono il loro secondo album In the Wake of Determination.
L'album è molto più pesante rispetto al precedente e secondo la band rispecchia il loro "vero suono". Questo viene dimostrato dai due singoli estratti dall'album: We Don't Care Anymore e Take Me Back, i quali non riuscirono a riscuotere il successo dei singoli precedenti estratti dall'album Page Avenue.
La band terminò il 2006 con un maxi tour in Australia e in Nuova Zelanda, con il supporto di altre due band: gli Emery e i Flogging Molly.

### La firma conEpitaph RecordseThe Black Swan(2007–2009)
Dopo due anni di silenzio il 22 aprile 2008 gli Story of the Year fecero il loro ritorno sulla scena mondiale pubblicando The Black Swan, ritornando a collaborare con il produttore John Feldmann dopo l'album Page Avenue e con il supporto di Elvis Baskette. L'album debuttò alla posizione numero 6 della UK Rock Charts e alla 18 della Billboard 200 Chart, vendendo in una settimana circa 21 000 copie.
Per la registrazione del nuovo album, la band decise di concludere la relazione quinquennale con la Maverick Records e firmare con la Epitaph Records.
Dall'album vennero estratti tre singoli: Wake Up, The Antidote e Terrified.
I primi due riscontrarono un buon successo a livello internazionale, mentre il terzo non ebbe la stessa fortuna.

### The Constant(2009-2010)
Nel maggio 2009 il chitarrista Ryan Phillips annunciò che gli Story of the Year erano ritornati in studio per registrare un nuovo album:
Il 10 dicembre Russell e Phillips presentarono per la prima volta I'm Alive in una stazione radio. La band inoltre dichiarò sul proprio Twitter che la traccia sarebbe stata pubblicata come singolo ufficiale il 5 gennaio 2010.
L'album The Constant venne commercializzato il 16 febbraio 2010, attraverso la casa discografica Epitaph Records. La versione deluxe, disponibile su iTunes, include inoltre due bonus track: Your Unsung Friend e Tonight We Fall. Il primo singolo distribuito fu proprio I'm Alive, mentre il secondo fu The Dream Is Over.

### Side-projects e pausa (2011)
Conclusosi il tour dell'album The Constant la band decise di sospendere la loro attività per dedicarsi ai vari side-project dei membri del gruppo.
Nel gennaio del 2011, gli Story of the Year registrarono una cover del brano Breed dei Nirvana che fu utilizzato in un album-tributo alla band di Seattle. Il brano venne registrato a St. Louis insieme al produttore Matt Amelung nel Second Story Studio.
Nello stesso anno il bassista Adam Russell entrò a far parte della formazione della band post-hardcore Destroy Rebuild Until God Shows, insieme a Craig Owens (voce dei Chiodos), Matt Good (chitarrista dei From First to Last), Nick Martin (chitarrista degli Underminded) e Aaron Stern (batterista dei Matchbook Romance).
Pure i chitarristi Ryan Phillips e Filip Sneed continuarono a portare avanti il loro progetto parallelo con il nome Greek Fire. Nello stesso anno pubblicarono un EP e poco dopo il loro album di debutto Deus Ex Machina. Nel 2013 pubblicano un secondo album intitolato Lost/Found.

### Reunion,Page Avenue: 10 Years and Counting(2013-2014)
L'8 marzo 2013, la band annuncia di essersi riunita e che da lì a poco avrebbe preso parte ad un tour mondiale per celebrare il 10º anniversario del loro album di debutto Page Avenue. Viene anche annunciato che la band ha registrato nuovamente Page Avenue in una nuova versione acustica. L'album verrà pubblicato con il titolo Page Avenue: 10 Years and Counting e sarà pubblicato l'8 ottobre 2013.

### Wolvese l'abbandono di Adam Russell (2014–2017)
Il 30 settembre 2014 la band annuncia sulla propria pagina Facebook che il bassista Adam Russell stava lasciando la band. Scrissero anche che stavano lavorando al loro sesto album. Il 7 novembre 2016 la band annuncia, tramite la propria pagina PledgeMusic, che avrebbero pubblicato un nuovo album nel 2017 intitolato Wolves. Il 25 ottobre 2017, sempre sulla pagina Facebook, la band conferma la pubblicazione esclusiva per PledgeMusic il 1º dicembre mentre la pubblicazione senza esclusiva è avvenuta l'8 dicembre.

## Stile
La band viene identificata ormai in ambito internazionale come una dei maggiori esponenti dei generi post-hardcore, alternative rock, metal punk e post-grunge. Anche se la band si è esibita anche in altri stili, come l'hard rock, il pop punk e l'emo o screamo.
Tuttavia la band preferisce non essere etichettata con molti generi, ma tende a riferirsi semplicemente a se stessa come una rock band.

## Membri

### Attuale
- Dan Marsala – voce (2002–presente)
- Ryan Phillips – chitarra solista (2002–presente) e chitarra ritmica (2018–presente)
- Adam Russell – basso e cori (2002–2014; 2018–presente)
- Josh Wills – batteria (2002–presente)

### Ex-componenti
- John Taylor – voce (1995–2000)
- Perry West – basso (1995–2000)
- Greg Haupt – chitarra ritmica (2002–2003)
- Philip Sneed – chitarra ritmica e cori (2003–2018), piano (2007–2018) e basso (2014–2018)

## Discografia

### Album in studio
- 2003 – Page Avenue
- 2005 – In the Wake of Determination
- 2008 – The Black Swan
- 2010 – The Constant
- 2013 – Page Avenue: 10 Years and Counting
- 2017 – Wolves
- 2023 – Tear Me to Pieces

### Album dal vivo
- 2005 – Live in the Lou/Bassassins

### EP
- 1998 – Three Days Broken
- 1999 – Truth in Separation
- 2002 – Story of the Year

### Singoli
- 2003 – Until the Day I Die
- 2004 – Anthem of Our Dying Day
- 2004 – Sidewalks
- 2005 – We Don't Care Anymore
- 2006 – Take Me Back
- 2008 – Wake Up
- 2008 – Message to the World
- 2008 – The Antidote
- 2010 – I'm Alive
- 2010 – To the Burial
- 2011 – The Dream is Over
- 2017 – Bang Bang
- 2017 – Miracle
- 2017 – I Swear I'm Okay
- 2022 – Real Life
- 2022 – Tear Me to Pieces
- 2022 – Take the Ride
- 2023 – War
- 2023 – 2005

### Apparizioni in compilation
- 2003 – Warped Tour 2003 Tour Compilation
- 2008 – Warped Tour 2008 Tour Compilation

## Videografia

### Album video
- 2008 – Our Time Is Now: Two Years in the Life of...

### Video musicali
- 2003 – Until the Day I Die
- 2004 – Anthem of Our Dying Day
- 2004 – Sidewalks
- 2005 – We Don't Care Anymore
- 2006 – Take Me Back
- 2008 – Wake Up
- 2008 – The Antidote
- 2009 – Terrified
- 2010 – I'm Alive
- 2017 – Bang Bang
- 2017 – Praying for Rain
- 2019 – Miracle
- 2022 – Real Life
- 2022 – Tear Me to Pieces
- 2022 – Take the Ride
- 2023 – War
- 2023 – 2005